# Tromatobia oculatoria
Tromatobia oculatoria là một loài tò vò trong họ Ichneumonidae.